# Tetragnatha subextensa
Tetragnatha subextensa är en spindelart som beskrevs av Alexander Petrunkevitch 1930. Tetragnatha subextensa ingår i släktet sträckkäkspindlar, och familjen käkspindlar. Inga underarter finns listade i Catalogue of Life.